# Nicolae Porav
Nicolae Porav (n. 2 februarie 1866, Crăciunești – d. 19 martie 1933, Reghin) a fost un deputat în Marea Adunare Națională de la Alba Iulia, organismul legislativ reprezentativ al „tuturor românilor din Transilvania, Banat și Țara Ungurească”, cel care a adoptat hotărârea privind Unirea Transilvaniei cu România, la 1 decembrie 1918.:p. 77

## Biografie
Nicolae Porav, născut în localitatea Crăciunești, județul Mureș, a urmat studiile Seminarului Teologic greco-catolic din Blaj, devenind preot în localitatea Moișa. A fost membru al Despărțământului Târgu-Mureș al Astrei și președinte al Conciliului Național din Moișa. Între anii 1926-1933, ocupă funcția de membru în consiliul comunal Moișa. Sfârțitul vieții sale îl găsește la data de 19 martie 1933 în localitatea Reghin.

## Activitatea politică
A fost ales ca delegat supleant al cercului electoral  Reghin, la Marea Adunare Națională de la Alba Iulia de la 1 decembrie 1918.:p.264